# 翠屏山駅
翠屏山駅（すいへいさんえき）は中華人民共和国南京市江寧区勝太西路と将軍大道の交差点の南東側にある、南京地下鉄S1号線(空港線)の駅。

## 駅名
駅名については、

## 歴史
- 2014年7月1日S1号線の駅として開業。

## 駅構造
島式ホーム1面2線の地下2層構造の駅である。
| 地下1階 | コンコース                 | 改札口、自動券売機、サービスセンター、駅商店、駅警備室、セキュリティ |  |
| 地下2階 | ●S1号線                    | 南京南駅 行き（南京南駅 方面）                                       |  |
|         | 島式ホーム、左側の扉が開く |                                                                      |  |
|         | ●S1号線                    | 空港新城江寧 行き（正方中路・翔宇路南・空港新城江寧 方面）           |  |

### のりば
| 番線 | 路線             | 方面                                  | 行先             |
| ---- | ---------------- | ------------------------------------- | ---------------- |
|      | 南京地下鉄S1号線 | 南京南駅 方面                         | 南京南駅行き     |
|      | 南京地下鉄S1号線 | 正方中路・翔宇路南・空港新城江寧 方面 | 空港新城江寧行き |

### 改札・出入口
- 1号出入口：
- 2号出入口：
- 3号出入口：
- 4号出入口：

## 駅周辺
- 南京航空航天大学（江寧キャンパス）
- 南京市将軍山小学
- 将軍山

## 隣の駅
南京地下鉄
■S1号線
南京南駅- 翠屏山駅 - 仏城西路駅